# Triomfkruis (Jan Borman de Oude)

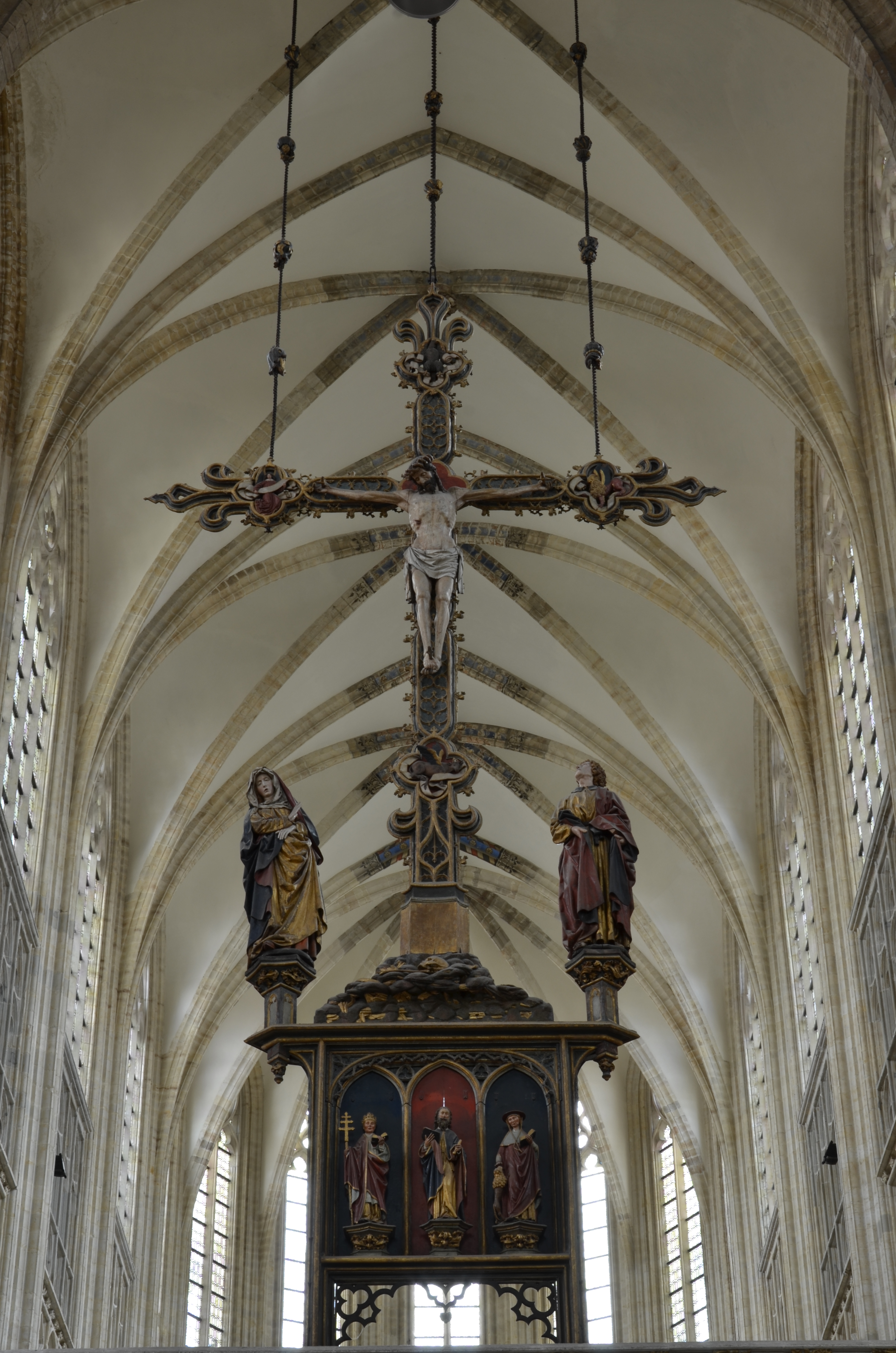
Het triomfkruis

Het triomfkruis in de Sint-Pieterskerk te Leuven is tussen 1490 en 1500 vervaardigd door, vermoedelijk, het atelier van de Brusselse beeldhouwer Jan Borman. Men vermoed zelfs dat de figuren van Christus, Johannes en Maria door de meester zelf gemaakt werden. Het doksaal waarin het triomfkruis zich bevindt is het oudst bewaarde in Leuven, met diverse maar onbevestigde toeschrijvingen wat het auteurschap betreft - zo heeft men het al toegeschreven aan Matthijs de Layens, Jan II Borreman, Jan de Messemaker, Hendrik van Evergem, ...

## Beschrijving
De figuren op de calvarie (het triomfkruis) zijn erg realistisch afgebeeld. De balans van expressiviteit in de drapering en nuance in de houding van de figuren, maakt ook dat men vermoedt dat het door Jan Borman, een toen al erg gekende en gewaardeerde beeldsnijder, vervaardigd werd. Centraal hangt Jezus aan het kruis genageld. Hij wordt beweend door Johannes en Maria; hun beelden zijn bevestigd aan het maaswerk van het kruis. Maria wendt haar gezicht af van het kruis, alsof ze het aanzicht niet meer kan verdragen, Johannes daarentegen kan zijn ogen er niet van af houden. De twee beelden symboliseren daarmee een belangrijk kenmerk van de laat-middeleeuwse devotie: de beoefening van ‘pity-piety’ (medelijden-vroomheid).
In de kruising van het kruis zelf bevindt zich aan de achterzijde een medaillon van het Lam Gods. De gesculpteerde heuvel waarop het kruis rust stelt de Golgothaberg voor, compleet met beenderen en schedels. Aan de onderzijde rust het ensemble op een houten draagconstructie in die drie arcades is opgedeeld, elk van deze arcades bevat een figuur, deze zijn van links naar rechts: Gregorius, Petrus en Hiëronymus. Op de achterzijde hiervan zijn de kerkvaders, Ambrosius, Hendrik en Augustinus, afgebeeld. Men vermoedt dat de schilder van dit paneel de Leuvense Jan der Coutheren was.